# 小行星7565
小行星7565（英語：7565 Zipfel）是一颗围绕太阳公转的小行星。1988年9月14日，舒爾特·巴斯在托洛洛山发现了此天体。
这颗小行星的绝对星等为189.1144917690217等。